# Irán en los Juegos Paralímpicos de Río de Janeiro 2016
Irán estuvo representado en los Juegos Paralímpicos de Río de Janeiro 2016 por un total de 108 deportistas, 85 hombres y 23 mujeres.
En esos Juegos se vio marcado por la muerte del ciclista con discapacidad iraní Bahman Golbarnezhad quien falleció en un accidente durante la competición de ciclismo de ruta al salir de la carretera y chocar contra una roca en un descenso.

## Medallistas
El equipo paralímpico iraní obtuvo las siguientes medallas:
| Nombre | Deporte                   | Evento                                     |
| --- | ------------------------- | ------------------------------------------ |
| Oro |                           |                                            |
| Mohamad Jalvandi | Atletismo                 | Jabalina F57 masculino                     |
| Mayid Farzin | Levantamiento de potencia | –80 kg masculino                           |
| Siamand Rahman | Levantamiento de potencia | +107 kg masculino                          |
| Sareh Yavanmardi | Tiro                      | Pistola de aire 10 m SH1 femenino          |
| Sareh Yavanmardi | Tiro                      | Pistola 50 m SH1 mixto                     |
| Zahra Nemati | Tiro con arco             | Recurvo individual clase abierta femenino  |
| Golamreza Rahimi | Tiro con arco             | Recurvo individual clase abierta masculino |
| Davud Alipurian Sadeg Bigdeli Mayid Lashkarisanami Ramzan Salehi Isa Zirahi Meisam Alipur Mahdi Babadi Hosein Golestani Arash Jormali Mehrzad Mehravan Morteza Mehrzad Abolfazl Oliyai                                    | Voleibol sentado          | Torneo masculino                           |
| Plata |                           |                                            |
| Alireza Galeh Naseri | Atletismo                 | Disco F56 masculino                        |
| Sayad Nikparast | Atletismo                 | Jabalina F13 masculino                     |
| Abdolá Heidari Til | Atletismo                 | Jabalina F57 masculino                     |
| Saman Pakbaz | Atletismo                 | Peso F12 masculino                         |
| Sayad Mohamadian | Atletismo                 | Peso F42 masculino                         |
| Hamed Amiri | Atletismo                 | Peso F55 masculino                         |
| Mohamad Heidari Amir Purazavi Sadeg Rahimigasr Hosein Rayabpur Ahmadreza Shah Hoseini Behzad Zadaliasgari Rasol Baseri Mohamadreza Mehninasab Akbar Shushtari Meysam Shoyaiyan                                            | Fútbol 5                  | Torneo masculino                           |
| Hashem Rastegarimobin Moslem Akbari Rasul Atashafruz Yasem Bajshi Sadeg Hasani Bagui Moslem Jazaipirsarabi Farzad Mehri Mehdi Yamali Hosein Tiz Bor Lotfolá Jangyu Hasan Safari Babak Safari Behnam Sohrabi Mohamad Jarat | Fútbol 7                  | Torneo masculino                           |
| Zahra Nemati Ebrahim Ranybar | Tiro con arco             | Recurvo por equipos clase abierta mixto    |
| Bronce |                           |                                            |
| Peyman Nasiri Bazanyani | Atletismo                 | 1500 m T20 masculino                       |
| Mohsen Kaedi | Atletismo                 | Jabalina F34 masculino                     |
| Yavad Hardani | Atletismo                 | Jabalina F38 masculino                     |
| Asadolá Azimi | Atletismo                 | Peso F53 masculino                         |
| Yavid Ehsani Shakib | Atletismo                 | Peso F57 masculino                         |
| Ali Sadegzadeh | Levantamiento de potencia | –107 kg masculino                          |
| Ebrahim Ranybar | Tiro con arco             | Recurvo individual clase abierta masculino |